# 2015 a kriminalisztikában
Ez a lap 2015 jelentősebb bűnügyeit és pereit, illetve azokkal kapcsolatos információkat sorol fel.

## Január
- január 3. – Oroszország: Lelőtték az FK Anzsi Mahacskala futballcsapat 20 éves játékosát Gaszan Magomedovot.[1]
- január 6. – Belgium: Mégsem kap lehetőséget az eutanáziára Frank Van Den Bleeken, többszörös erőszaktevő és gyilkos. Van Den Bleeken több mint 30 éve tölti büntetését, és saját kérésére szerette volna befejezni életét, mivel szabadulásra semmi esélye. Kérését 2014 szeptemberben meghallgatták, a méreginjekció általi eutanáziát 2015 január 11-én hajtották volna végre, de az orvosok megtagadták a végrehajtást.[2]
- január 7.–9. – Franciaország: Párizsban három, feltehetőleg iszlamista fegyveres megtámadta a Charlie Hebdo szatirikus lap szerkesztőségét, és legalább tizenkét embert (tíz újságírót és két rendőrt) megöltek, valamint tucatnyi másikat megsebesítettek, majd a rendőrökkel való tűzpárbaj után elmenekültek. A menekülést követően különböző helyeken túszokat ejtettek, akik közül négyen meghaltak.[3][4][5][6][7]

- január 10. – Magyarország: 110 millió forint értékű, 7,387 kg kokaint foglalt le a Repülőtéri Rendőr Igazgatóság a Liszt Ferenc repülőtéren. A drog egy portugál bőröndjéből került elő, ahol 82 darab hajfestékes tasakba volt elrejtve.[8]
- január 11. – Magyarország: Egy 36 éves férfi vadászpuskával megölte 27 éves feleségét, majd öngyilkos lett Gödrén.[9]
- január 12.
  - Hongkong: Molotov-koktélt dobtak Jimmy Laj médiamogul otthonának és az általa alapított cégnek, a Next Media csoport székhelyének bejáratára. Laj a hongkongi úgynevezett demokratikus mozgalom támogatója.[10]
  - Kína: 110-nél is több embert vettek őrizetbe, akik elhullott sertések fertőző húsát forgalmazták 11 tartományban, 2008 óta.[11]
- január 13.
  - Magyarország:
    - A 2014 karácsonya előtt 24 bankrablást elkövető Cs. Richárd újabb 11 rablást vallott be. A sajtóban „új Viszkis”-ként hívott rabló azt állítja, hogy térkép alapján további rablásokat is bevall, mivel „már elfelejtette, hogy az elmúlt években milyen üzleteket és bankokat támadott meg”.[12]
    - 200 millió forint értékű, 12,65 kg kokaint foglalt le a Repülőtéri Rendőr Igazgatóság és a NAV a Liszt Ferenc repülőtéren. A drog egy férfi bőröndjéből került elő, ahol 154 darab hajfestékes tasakba volt elrejtve.[13]
- január 14. – Magyarország: Debrecenben megkezdődött Vizoviczki László és 21 bűntársának pere. A per katonai tanács előtt folyik, mivel a vádlottak között pénzügyőr, tűzoltó és rendőr is megtalálható. A per zárt ajtók mögött zajlik, a vád sem publikus, csupán az eljárás végén az ítélet rendelkező részét hozzák nyilvánosságra. Vizoviczki ellen 2014 augusztusában bűnszervezetben, vezető beosztású hivatalos személy által kötelességszegéssel és üzletszerűen elkövetett hivatali vesztegetés bűntette és más bűncselekmények miatt emelt vádat a Központi Nyomozó Főügyészség.[14]
- január 18.
  - Indonézia: Kivégeztek 6 drogkereskedőt, köztük öt külföldit, egy brazil, egy holland, egy nigériai, egy vietnámi és egy malawi állampolgárt. A kivégzések után Brazília és Hollandia is bejelentette, hogy visszahívja jakartai nagykövetét.[15]
  - Görögország: A  görög rendőrség egy kiterjedt, 37 fős bűnszövetkezet 17 tagját tartóztatta le, akiket zsarolással, vesztegetéssel és pokolgépes merényletek végrehajtásával gyanúsítanak. A gyanúsítottak között van, rendőrök és más politikusok mellett, Görögország korábbi védelmi minisztere, Akisz Cohacopulosz is, akit már 2013-ban is elítéltek 8 évre adócsalás, 20 évre pedig pénzmosás és kenőpénz elfogadása miatt.[16]
- január 27. – Magyarország: Jogerősen 15 év fegyházra ítélték Kovács Zoltán Mátyást, aki 2013-ban halálra verte 6 hónapos kislányát.[17]

## Február
- február 11.
  - Olaszország: 16 év évnyi börtönbüntetésre ítélte egy olasz bíróság Francesco Schettinót, a 2012-ben zátonyra futott Costa Concordia kapitányát. A hajó balesetében 32-en haltak meg.[18]
  - Törökország: Támadója meggyilkolta Özgecan Aslant, egy 20 éves egyetemista lányt, miután az ellenállt a nemierőszak-kísérletnek. A gyilkosság miatt országszerte tüntetések kezdődtek, mivel a tüntetők szerint a hatóságok nem eléggé hangsúlyosan ítélték el a támadó tettét.

- február 13. – Románia: Korrupció vádjával 2 év letöltendő börtönbüntetésre ítélték Miron Mitrea volt román közlekedési minisztert.[19]

## Augusztus
- augusztus 26. – A burgenlandi Pándorfalu mellett, egy autópálya leállósávban veszteglő üres hűtőkamion rakterében 71, zömében közel-keleti illegális bevándorló holtteste kerül elő, akik Magyarországról indultak el.